# Бялачув
Бялачув (пол. Białaczów) — місто в Польщі, у гміні Білачув Опочинського повіту Лодзинського воєводства.
Населення — 1209 осіб (2011). З 1 січня 2024 року має статус міста.
У 1975-1998 роках село належало до Пйотрковського воєводства.

## Демографія
Демографічна структура станом на 31 березня 2011 року:
|          | Загалом | Допрацездатний вік | Працездатний вік | Постпрацездатний вік |
| -------- | ------- | ------------------ | ---------------- | -------------------- |
| Чоловіки | 580     | 130                | 390              | 60                   |
| Жінки    | 629     | 135                | 334              | 160                  |
| Разом    | 1209    | 265                | 724              | 220                  |